# Ermita de San Pedro (Abrisketa)
La ermita de San Pedro de Abrisketa, en Arrigorriaga (Vizcaya, España), es una construcción de una sola nave rectangular y un ábside, también rectangular, de menores dimensiones que la nave.
Esta ermita data del siglo XI o siglo XII.
La puerta de entrada a la ermita es de madera de medio punto, que se abre en un muro de mampostería. Alrededor de la puerta destacan una chambrana y una línea de imposta ajedrezada. Junto a ella se encuentra un agua benditera, decorada con doble sogueado.
Los muros son de piedra arenisca al descubierto. Se cubre la nave con armadura de madera de parhilera, sin cielo raso, mientras que el ábside, de inferior altura, lo hace con bóveda de medio cañón. Arranca ésta de los muros sin mediar imposta. Desde el exterior, la cubrición se ha resuelto con un tejado único a pesar de la distinta altura de la nave y del ábside, por lo que al entrar en el área de este último, las soleras vuelan libremente apoyándose en postes sueltos esquineros. El tejado es a tres vertientes.
Se conservan dos vanos en la iglesia: el acceso y otro de iluminación en la zona del ábside. El acceso (orientado al Oeste) se abre a través de arquivolta lisa de medio punto con siete dovelas radiales, ceñido por una chambrana de nueve piezas. Ambas descansan sobre jambas monolíticas en las que se reconocen impostas molduradas con motivos propios del románico. El hueco del ábside es una pieza monolítica descentrada respecto al eje del presbiterio. Pieza rectangular colocada en sentido vertical y coronada por segmento de imposta románica con billeteado de buena calidad. Toda la superficie está decorada. El hueco original fue agrandado y cortado a bisel el tercio central de la ventana en toda su altura, pero puede completarse una visión aproximada de su estado concéntrico. En la parte inferior hay dos cruces de las llamadas visigóticas, coronadas por arquitos en cortina o en medio punto.
Esta ventana es un resto anterior a la construcción románica, por tanto es prerrománica, posiblemente anterior al siglo XI.
Además de los huecos descritos se observan restos de otros en el cuerpo del templo, así como interesantes tallas de piedra, muy deterioradas, de figuración humana con una lectura posiblemente moralizante.